# Росс 154
Росс 154 (лат. Ross 154) — одиночная звезда в созвездии Стрельца. Находится на расстоянии около 9,69 св. лет от Солнца, то есть это одна из ближайших к нам звёзд.

## Характеристики
Росс 154 — тусклая и относительно холодная звезда (красный карлик) спектрального класса M3,5 V. Относится к звёздам главной последовательности. Её светимость составляет 0,0038 солнечной светимости, масса — 17 % массы Солнца, диаметр — 24 % диаметра Солнца, температура поверхности — 3105 K. Возраст звезды оценивается в менее чем один миллиард лет. Росс 154 представляет собой вспыхивающую звезду типа UV Кита. Наблюдения с помощью космического телескопа Чандра показали, что интенсивность излучения Росс 154 в рентгеновском диапазоне равна или даже превышает солнечную. Её дополнительное обозначение в каталоге переменных звёзд — V1216 Стрельца.

## Ближайшее окружение звезды
Следующие звёздные системы находятся на расстоянии в пределах 10 световых лет от Росс 154:
| Звезда            | Спектральный класс | Расстояние, св. лет |
| Звезда Барнарда   | M3,8 V             | 5,5                 |
| Лакайль 8760      | M2 Ve              | 7,4                 |
| Глизе 674         | M3 V               | 7,7                 |
| BD-12°4523        | M3 V               | 8,1                 |
| α Центавра AB     | G2 V / K0 V        | 8,1                 |
| Проксима Центавра | M5,5 Ve            | 8,2                 |
| CD-44 11909       | M3,5 V             | 8,7                 |
| ε Индейца         | K5 Ve              | 8,9                 |
| 70 Змееносца AB   | K0 Ve / K5 Ve      | 9,3                 |
| Лакайль 9352      | M0,5 Ve            | 9,6                 |
| EZ Водолея ABC    | M5 V / M / M       | 9,5                 |
| Солнце            | G2 V               | 9,7                 |

## В культуре
- Колонизируемая землянами планета Электра в системе Росс 154 является одним из мест действия в научно-фантастическом рассказе Валентины Журавлёвой «Орлёнок».
- На вымышленных планетах Сорг (от норвежского sorg — печаль, горе) и Гледе (норв. glede — радость, счастье) в системе Росс 154 живут инопланетяне, похожие на северные европейские народы, в романе Никаса Славича «Слишком взрослая жизнь». Их захватила империя роботов Аркин.